# 의성군 을
의성군 을은 대한민국의 옛 국회의원 선거구이다. 당시 경상북도 의성군의 일부 지역을 관할했다.

## 역사
제헌 국회의원 선거를 앞두고 의성군의 일부 지역을 관할하는 선거구로 신설되었다. 신설 당시 의성군 비안면, 구천면, 단밀면, 단북면, 안계면, 다인면, 신평면, 안평면을 관할했다.
제6대 국회의원 선거를 앞두고 의성군 갑 선거구와 통합되어 의성군 단독 선거구를 이루게 됨에 따라 폐지되었다.

## 역대 국회의원
| 선거   | 정당 | 정당               | 의원   |
| ------ | ---- | ------------------ | ------ |
| 1948년 |      | 대한독립촉성국민회 | 권병노 |
| 1950년 |      | 무소속             | 권병노 |
| 1954년 |      | 무소속             | 박영교 |
| 1958년 |      | 자유당             | 박영교 |
| 1960년 |      | 민주당             | 우홍구 |

## 역대 선거 결과

### 대한민국 제헌 국회의원 선거
|  | 29.21% |

|  | 22.53% |

|  | 20.92% |

|  | 15.17% |

|  | 12.15% |

### 대한민국 제2대 국회의원 선거
|  | 18.03% |

|  | 15.98% |

|  | 15.25% |

|  | 14.48% |

|  | 12.40% |

|  | 10.17% |

|  | 8.17% |

|  | 3.34% |

|  | 2.14% |

### 대한민국 제3대 국회의원 선거
|  | 38.17% |

|  | 27.28% |

|  | 17.33% |

|  | 13.63% |

|  | 3.56% |

### 대한민국 제4대 국회의원 선거
|  | 22.30% |

|  | 18.19% |

|  | 15.36% |

|  | 12.86% |

|  | 11.73% |

|  | 11.12% |

|  | 8.41% |

### 대한민국 제5대 국회의원 선거
|  | 36.61% |

|  | 22.28% |

|  | 18.80% |

|  | 11.70% |

|  | 10.58% |

|  | 0% |

|  | 0% |